# Merovech II.
Merovech II. (555? – 578 Thérouanne, Pas-de-Calais) byl franský princ z dynastie Merovejců. Jeho otec byl Chilperich I. král Neustrie a matkou královna Audovera.
Kolem roku 575 byl se svým otcem, jeho nevlastní matkou Fredegundou, bratry a sestrami v Tournai oblehán jeho strýcem Sigibertem I., který vedl s jeho otcem boj o moc. Sigibert měl nejlepší vyhlídky na sjednocení království Neustrie a Austrasie pod své vedení, neboť i Chilperichem ovládaní Frankové v Austrasii ho provolali králem. Této situace se Fredegunda obávala, proto když se ve Vitry-en-Artois shromáždilo neustrijské a proti němu austrasijské vojsko, nechala stoupence svého manžela pod záminkou důležité zprávy proniknout až k Sigibertovi a zavraždit ho dýkou potřenou jedem, což vedlo k záchraně Merovecha i celé Chilperichovy rodiny.
V roce 576 byl Merovech otcem postaven do čela armády pověřené invazí do Poitou. Merovech se zastavil v Tours, které zničil. Marii Episcopi Aventicensis Chronica zaznamenává, že Meroveus filius Hilperici (Meroveus, syn Chilperichův) poté šel do Rouenu, kde se po Velikonocích v roce 576 oženil s královnou Brunhildou, vdovou po svém strýci Sigebertovi. Řehoř z Tours zaznamenal, že Merovech si vzal vdovu svého strýce v Rouenu brzy po Velikonocích roku následujícího po vraždě jejího prvního manžela. Toto manželství rozhněvalo jeho otce Chilpericha natolik, že byl Merovech po svatbě zadržen. Následně tonzurován a poslán do kláštera Anille v Le Mans. Odkud se Merovechovi podařilo uniknout a skrýt se v oblasti Remeše. Následně hledal útočiště v kostele sv. Martina v Tours, kde byl nakonec zrazen. Se svým otcem by se patrně usmířil, navzdory nenávisti, kterou vůči němu chovala nevlastní matka Fredegunda, která měla velký zájem zničit manželovy potomky z prvního manželství s Audoverou. Snad proto byl v roce 578 při útěku jedním z příbuzných či vlastním sluhou v Thérouanne zavražděn.